# Lessoniaceae
Lessoniaceae es una familia de algas laminarias. Las especies de esta familia tienen zona de transición con meristemo subdividido de modo que hay un número de estipes secundarios  además del estipe primario.

## Géneros y especies
- Ecklonia
  - Ecklonia arborea
  - Ecklonia cava
  - Ecklonia kurome
  - Ecklonia maximos
  - Ecklonia radiata
  - Ecklonia stolonifera
- Eckloniopsis
  - Eckloniopsis radicosa
- Egregia
  - Egregia menziesii - Boa de pluma
- Eisenia
  - Eisenia arborea - Palma de mar del sur
  - Eisenia bicyclis - Árame
- Lessonia
  - Lessonia adamsiae
  - Lessonia brevifolia
  - Lessonia corrugata
  - Lessonia flavicans
  - Lessonia nigrescens
  - Lessonia spicata
  - Lessonia tholiformis
  - Lessonia trabeculata
  - Lessonia vadosa
  - Lessonia variegada
- Pseudolessonia
  - Pseudolessonia laminarioides